# Almon
Almon (hebr. עלמון) – osiedle żydowskie położone w samorządzie regionu Matte Binjamin, w Dystrykcie Judei i Samarii, w Izraelu.
Leży w południowo-zachodniej części Samarii, w pobliżu Jerozolimy w otoczeniu terytoriów Autonomii Palestyńskiej.

## Historia
29 listopada 1947 roku Zgromadzenie Ogólne Organizacji Narodów Zjednoczonych przyjęło Rezolucję nr 181 w sprawie podziału Palestyny na dwa państwa: żydowskie i arabskie. Tutejsze tereny miały znajdować się w państwie arabskie i w wyniku wojny o niepodległość w 1948 r. znalazły się pod okupacją Jordanii.
Podczas wojny sześciodniowej w 1967 r. ziemie te zajęły wojska izraelskie. Osada została założona w 1982 r. przez grupę żydowskich osadników.